# Conrad Grünenberg

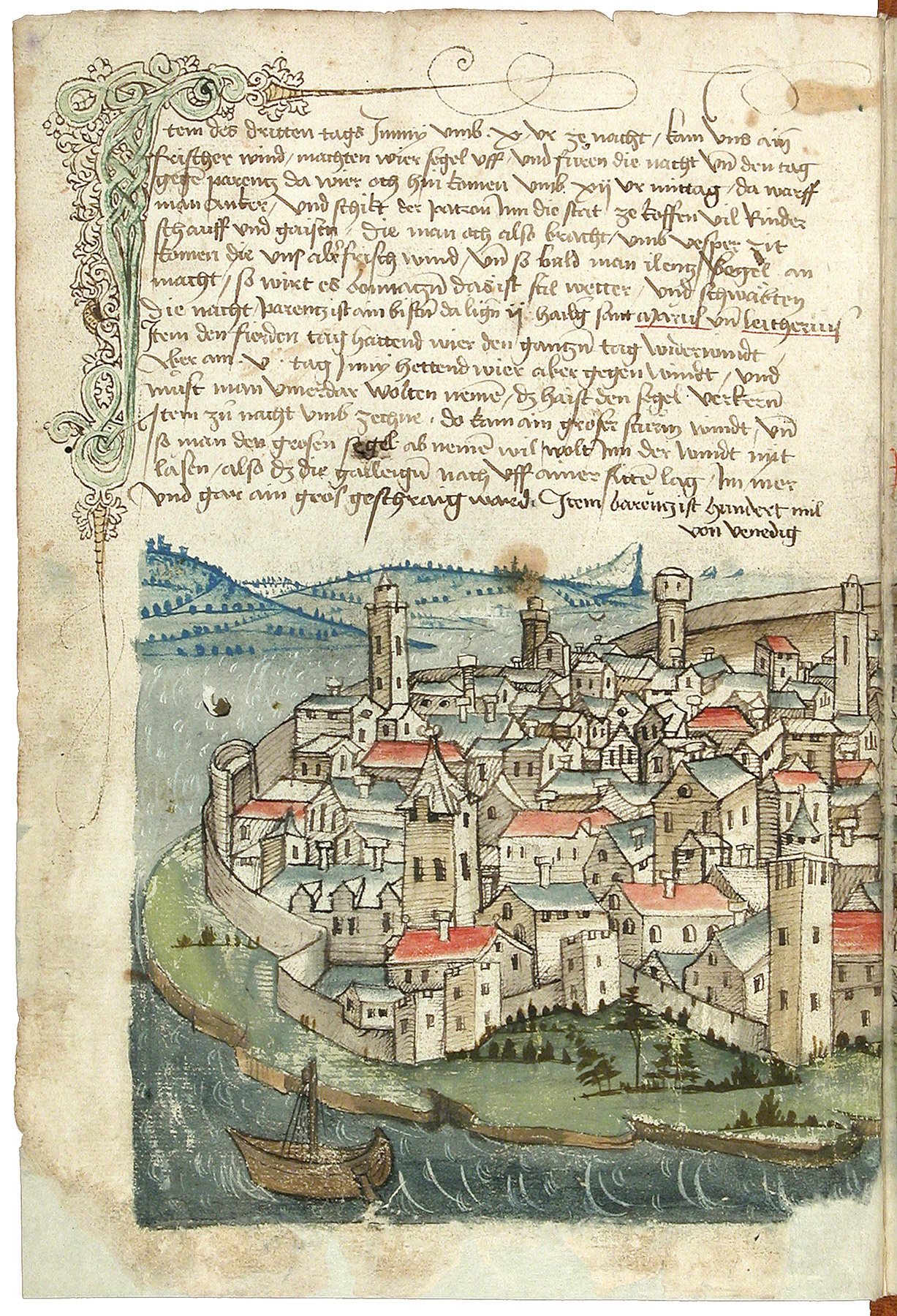
Una delle pagina illustrate del diario di viaggio

Conrad Grünenberg, anche conosciuto come Konrad Grünemberg (Costanza, XV secolo – 1494), è stato un cavaliere medievale tedesco, conosciuto in particolare come autore di un armoriale e di un diario illustrato del suo pellegrinaggio in Terra santa.

## Biografia
Non si hanno notizie certe in merito alla data di nascita di Grünenberg. È noto che suo padre, anche lui di nome Conrad Grünenberg, era un ricco membro della corporazione dei mercanti di Costanza e che ricoprì più volte la carica di sindaco della città.

Un documento dell'imperatore Federico III d'Asburgo del 1465 cita il fatto che a quel tempo Conrad Grünenberg era stato al suo servizio per alcuni anni e nel 1485 ricevette il titolo di ritter.

## Il viaggio in Terra santa

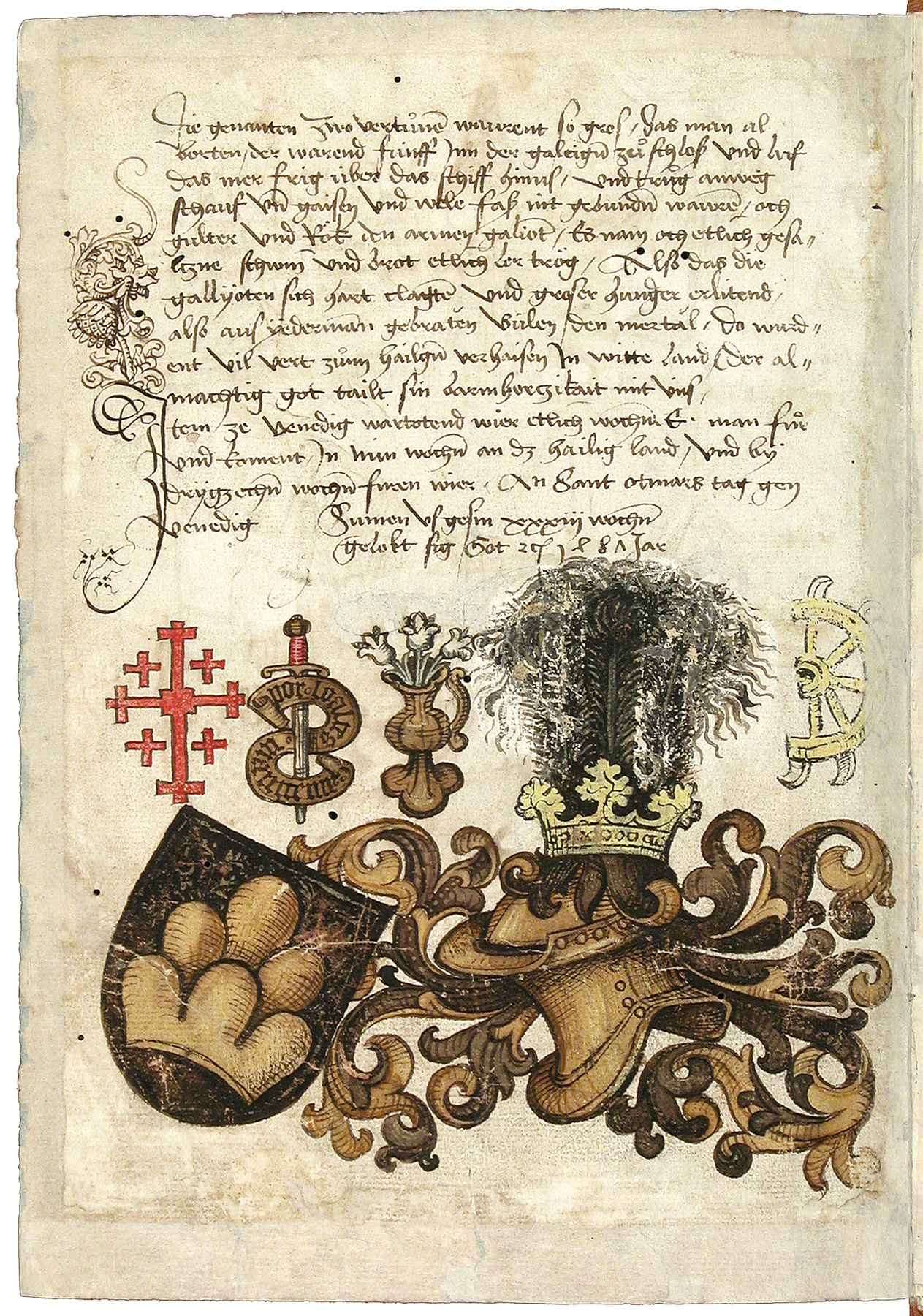
La pagina finale del diario di viaggio con lo stemma di Grünenberg

Nel 1486 intraprese un pellegrinaggio verso la Terra santa che durò complessivamente 33 settimane - tra l'aprile e il dicembre 1486 - tra la partenza e il ritorno a Costanza : Grünenberg partì da Costanza il 22 aprile, raggiungendo Venezia alla fine di maggio dopo aver attraversato Rheineck, Vipiteno nel Tirolo e Trento; il 31 maggio a Venezia si imbarcò su una nave diretta a Giaffa che fece tappa a Parenzo, Zara, Sebenico, Lesina, Curzola e Ragusa in Dalmazia, Corfù, Modone e Rodi in Grecia, Candia a Creta, e Famagosta a Cipro. Dopo aver raggiunto Giaffa il 24 luglio proseguì il viaggio a cavallo di un asino visitando Lidda, nell'attuale stato di Israele, Ramla ed Emmaus prima di raggiungere infine Gerusalemme e Betlemme. Tornato a Giaffa il 1 settembre si imbarcò alla volta di Venezia, che raggiunse il 16 novembre, ritornando a Costanza agli inizi di dicembre.

Poco tempo dopo il suo ritorno pubblicò un diario dal titolo Descrizione del viaggio da Costanza a Gerusalemme (Beschreibung der Reise von Konstanz nach Jerusalem) in cui raccontava il proprio pellegrinaggio, contenente illustrazioni delle località visitate durante il viaggio. Nella pagina finale del diario di viaggio è presente il proprio stemma di famiglia, dal quale si può capire che Grünenberg era stato investito cavaliere del Santo Sepolcro di Gerusalemme, simboleggiato dalla croce di Gerusalemme. Nello stemma sono inoltre presenti la spada con pergamena dell'Ordine della Spada di Cipro, il vaso con i gigli dell'ordine aragonese de la Jarra de la Salutación e la mezza ruota di Santa Caterina, ad indicare il fatto che aveva compiuto un pellegrinaggio a Cipro e Betlemme ma non era arrivano fino al monastero di Santa Caterina in Egitto. 

## L'armoriale
Oltre al diario illustrato intorno al 1486 Grünenberg pubblicò anche un armoriale considerato come uno dei più importanti armoriali medievali della Germania. Il manoscritto originale dell'armoriale è conservato all'archivio della fondazione del patrimonio culturale prussiano a Berlino ed oltre ad esso ne sono conosciute almeno sette copie conservate in biblioteche o archivi pubblici.